# Forsterinaria rustica
Forsterinaria rustica is een vlinder uit de onderfamilie Satyrinae van de familie Nymphalidae.
De voorvleugellengte van de imago bedraagt 23 tot 26 millimeter. De soort komt voor in Colombia, Ecuador, Peru en Bolivia.
De wetenschappelijke naam van de soort is voor het eerst geldig gepubliceerd in 1868 door Arthur Gardiner Butler.